# Oberon
Pentru un satelit vedeți: Oberon (satelit)

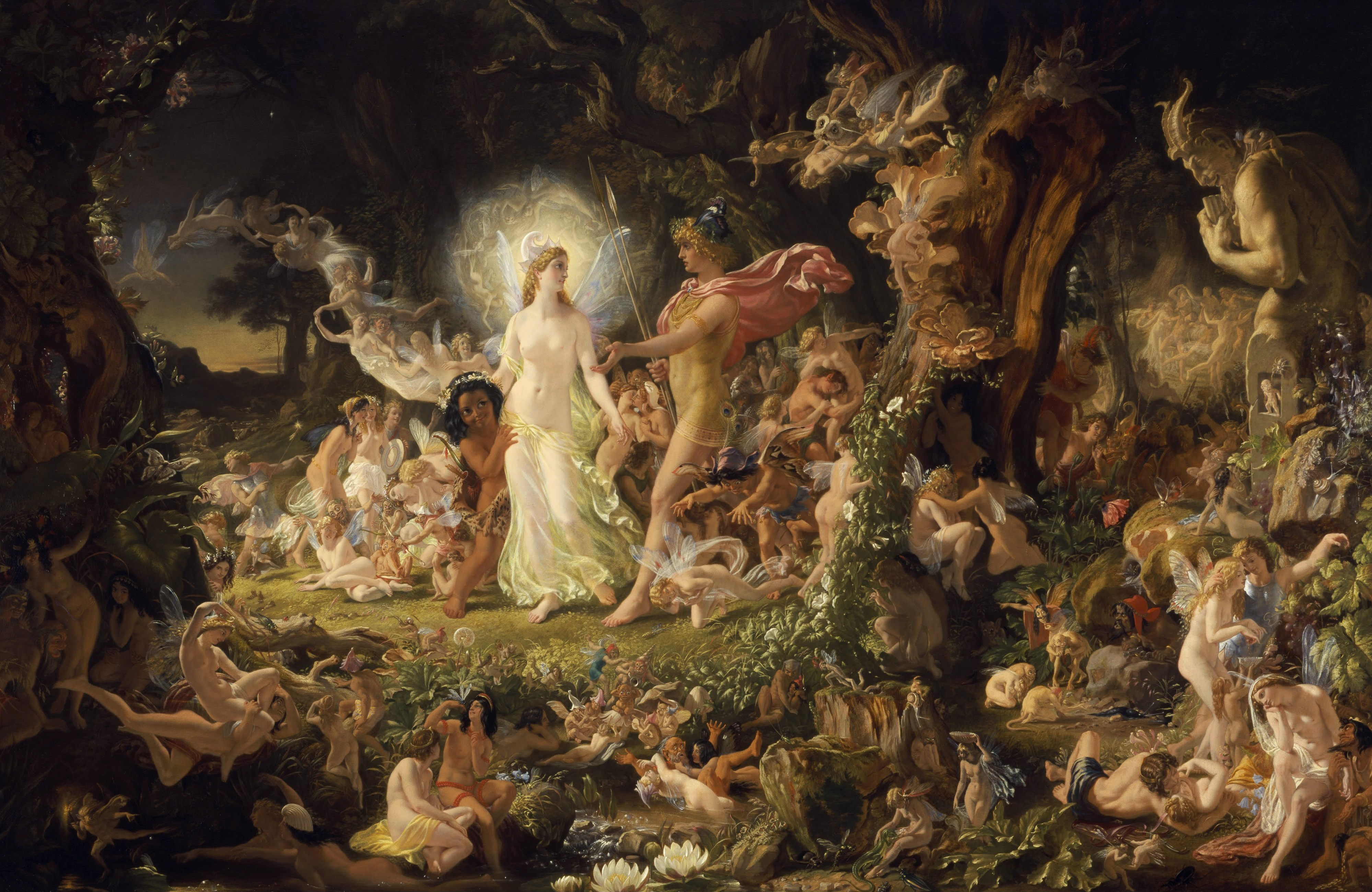
Cearta dintre Oberon și Titania (1846) de Joseph Noel Paton

Oberon (uneori scris și ca Auberon) este un rege al zânelor în literatura medievală și renascentistă. Este cel mai bine cunoscut ca un personaj din piesa lui William Shakespeare Visul unei nopți de vară, în care el este rege consort al Titaniei, Regina Zânelor.